# Hela världen klagar sig
Hela världen klagar sig är en gammal psalm i sex verser skriven av Laurentius Petri Gothus och tryckt första gången i hans skrift "En liten Tröstebok" från 1564. Psalmen fanns även med i 1572 års psalmbok (en icke officiellt fastställd psalmbok). Dess utgångspunkt är en medeltida antifon "Media vita in morte sumus".
Psalmen inleds 1695 med orden:
Hela werlden klagar sigh
Wij måste döden lida

## Publicerad som
- Nr 399 i 1695 års psalmbok under rubriken "Dödz- och Begrafningz-Psalmer: Begrafnings-Psalmer".